# ヒラルド・ヒラルディ

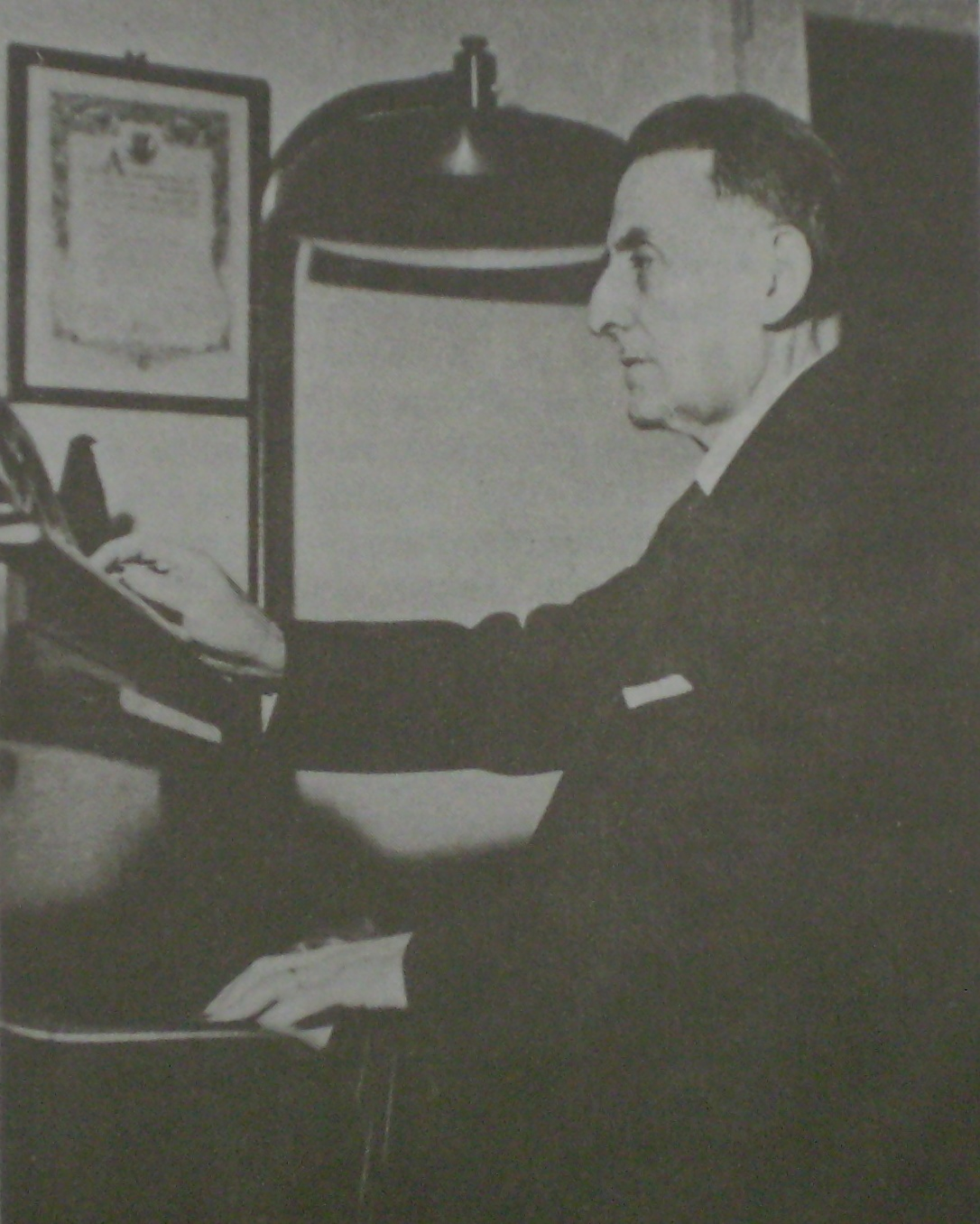
ヒラルド・ヒラルディ

ヒラルド・ヒラルディ（Gilardo Gilardi、1889年5月25日 - 1963年1月16日）は、アルゼンチンの作曲家。
サン・フェルナンド出身。父に音楽を教わった後、ブエノスアイレスで作曲家のアルトゥーロ・ベルッティに師事した。10代から作曲を始め、23歳で作曲したオペラ『イルセ』がテアトロ・コロンで上演された。1929年にホセ・マリア・カストロやフアン・ホセ・カストロらとともに「新しい集団」（Grupo Renovación）という作曲家グループを結成したが、3年後に離脱した。1932年にラプラタ大学の教授になり、和声学の著書を著した。
作品にはオペラ、『レクイエム』『ミサ・デ・グロリア』のような宗教的な作品、管弦楽曲、室内楽曲、歌曲などがある。